# Cobertes d'evangeliari
Les Cobertes d'evangeliari són les cobertes anterior i posterior d'un evangeliari conservat al Museu Tresor de la Catedral de Girona. Datades a cavall dels segles xi i xii, amb unes de mides de 29 cm d'alt × 20,60 cm d'ample i fetes amb fusta de boix, són considerades com una obra excepcional en l'àmbit català gràcies, sobretot, a la iconografia que contenen. Emmarcades per una orla vegetal, a la coberta anterior s'hi troba la representació d'una Ascensió, mentre que a la coberta posterior, la d'una Crucifixió. Estilísticament les dues representacions beuen tant d'una tradició d'origen oriental (l'orla vegetal, la manera en com es representen les escenes, les vestidures, els ulls ametllats) com per una d'origen carolingi (l'esfera que sosté Crist amb la mà dreta en la coberta anterior).

## Primeres notícies
La primera referència que se’n té és de P. Villanueva, que afirma que la Biblioteca Capitular de Girona conservava més de cent còdex i, més concretament: un códice de los Evangelios s. XI, cubierto con tapas de madera adornadas con relieves antiguos. El 1886 va ser descrit per l'historiador rossellonès August Brutalis i, un any més tard, Ch. Didelot en fa referència com un Evangeliario encuadernado en madera esculturada a la Revista de Gerona.

## Descripció

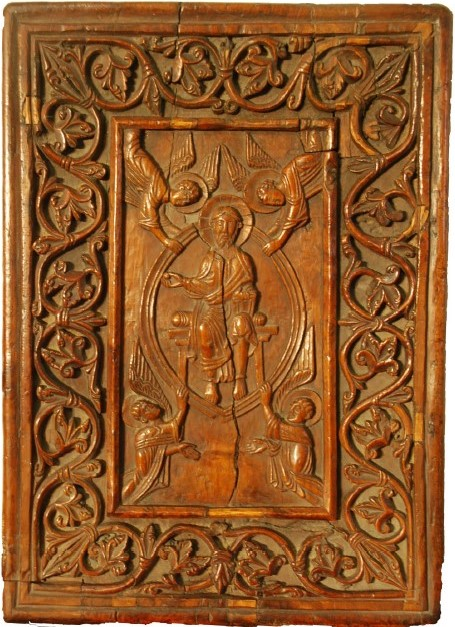
Coberta anterior

Estilísticament relacionades amb la resta de plaques de cobertes que es conserven a Catalunya, i més concretament, amb el corpus de plaques esmaltades d'origen llemosí, el que les destaca i les fa especials és el material amb el que van ser fetes – fusta (de boix) – i el que les converteix en excepcionals són els motius que les ornamenten. Emmarcades per una orla de motius vegetals, a la coberta anterior hi ha la representació d'una Ascensió mentre que a la posterior, s'hi troba una Crucifixió.

### Coberta anterior
A la coberta anterior s'hi troba representada, dins una màndorla sostinguda per quatre àngels, la figura de Crist entronitzat, coronat amb el nimbe crucífer i sostenint el llibre amb la mà esquerra i una esfera amb la dreta. Tradicionalment, la historiografia ha assimilat aquesta imatge a la de la Maiestas Domini per bé que hi ha una sèrie d'elements que no encaixen del tot amb aquest arquetip iconogràfic, motiu pel qual hi ha estudiosos que creuen que es pot assimilar millor a la representació d'una Ascensió. La manca de motius apocalíptics – l'alfa i l'omega o el tetramorf – i la presència d'àngels sostenint la màndorla fa que no es pugui interpretar com una Maiestas ni com un assimilació del entre els dos temes, tal com passa en les llindes rosselloneses de Sant Andreu de Sureda o Sant Genís de Fontanes, la iconografia dels quals fou tractada per Klein a “Les portails de Saint-Genis-des Fontaines et de Saint-André-de-Sorède”.
Tot i que en les Ascensions Crist sol aparèixer dempeus i que pot aparèixer o no amb el llibre o rotlle, amb una vara o beneint, són nombrosos els exemples on apareix de manera similar a com el trobem a Girona, entronitzat i amb el llibre –en aquest cas tancat– a la mà esquerra. Per trobar aquests exemples, però, cal remetre's sobretot a un context oriental, especialment a la zona de Terra Santa on des d'època primerenca trobem alguns souvenirs per a pelegrins – com ara les conegudes ampullae, entre d'altres– amb aquesta mateixa tipologia. Cal pensar, també, que les Ascensions orientals són més majestàtiques que les occidentals i que és en aquest context on hauríem d'entendre la figura que es troba a les cobertes de Girona.
Tot i això, en aquesta mateixa imatge hi ha un element dissonant que ens allunya d'aquest context oriental on es poden englobar els altres elements. I és que a la mà dreta Crist enlloc de realitzar el gest de benedicció habitual allò que sosté és una esfera, un element que beu de la tradició carolíngia.
És per tot això que Casado afirma que es fa difícil trobar paral·lels per aquesta peça en concret, ja que és única pel que fa a la conjuminació de tots aquests elements en un tema propi, malgrat això sembla indubtable que cal mirar cap al món romà d'Orient; en aquesta coberta però sobretot en la coberta posterior.

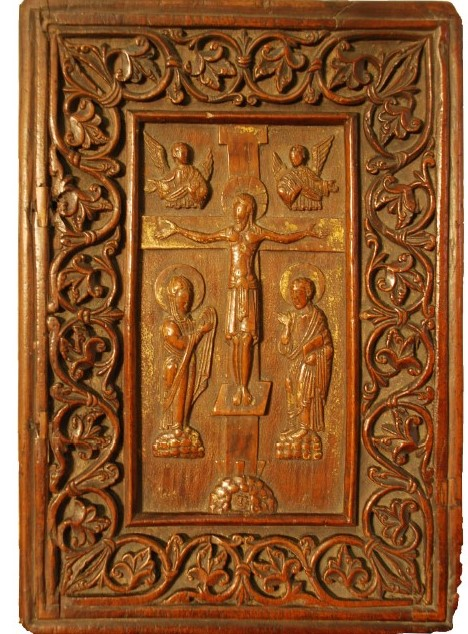
Coberta posterior

### Coberta posterior
Per altra banda, a la coberta posterior, s'hi troba la representació d'una Crucifixió amb un Crist de quatre claus, duu el nimbe crucífer, va abillat amb el perizoni i té els peus recolzats sobre un subpedaneum. Està acompanyat per Maria, situada al seu costat dret i, a l'esquerre, per sant Joan evangelista sostenint un llibre. Les tres figures es troben representades sobre una referència espaial, amb uns turonets sota els peus. En el cas del turó sobre el qual hi ha la creu de la crucifixió, que representaria el Gòlgota, trobem en el seu interior el crani d'Adam. Damunt de la creu hi trobem, al lloc on hi sol haver-hi les representacions del Sol i de la Lluna, les figures de dos àngels a mig cos.
Casado vincula l'estil d'aquesta representació amb contextos d'influència romana d'Orient i posa d'exemple peces fetes amb esmalt, com un reliquiari de la Vera Creu que es conserva al Tresor de la Catedral de sant Marc de Venècia, datat de finals del segle x o principis del segle xi, i, sobretot, amb peces fetes amb ivori, amb les que presenta una relació tècnica i tipològica molt més evident com el cas d'una obra procedent de l'antic monestir de Santa Cruz de la Serós i actualment conservada al Metropolitan Museum of Art de Nova York. És tracta d'una placa d'ivori romana d'Orient de finals del segle x reaprofitada com a placa central d'una enquadernació, envoltada d'una orla decorativa d'orfebreria realitzada a partir de filigrana i decorada amb gemmes i pedres semiprecioses.

### Restes de daurat
A la coberta posterior s'hi conserven restes de daurat. Probablement les dues plaques centrals, l'anterior i la posterior, es van daurar en un intent de fer-les més sumptuoses donat l'ús al qual estaven destinades i al contingut que protegien. Aquest mateix procés de dauradura torna a vincular la peça amb tècnica i estilísticament amb els ivoris, que també se solien pintar o daurar.

## Datació i origen
Cal situar l'obra dins del context de construcció de la catedral de Girona i de la redacció del manuscrit dels evangelis que contenia. Segons Roura el cos principal del manuscrit dataria de la primera meitat del segle xi, més proper a l'any 1000 que al 1050, i en vincula la seva execució al bisbat de Pere Roger. Sembla lògic que en un context de construcció d'un nou edifici, i més en el cas d'una catedral, es produeixin obres destacades com aquesta o, fins i tot, se n'importin algunes.